# Abala (Äthiopien)
Abala (andere Schreibweisen Ab-Ala oder Ab'aala, im äthiopischen Hochland auch Shiket) ist eine Stadt im Norden Äthiopiens. Sie liegt am Rande der Danakil-Wüste und gehört zur Region Afar, grenzt jedoch direkt an die Region Tigray an. Der Ort liegt auf einer Höhe von 1465 m und hatte im Jahr 2007 10.301 Einwohner.
Abala ist ein wichtiges regionales Handelszentrum für Erzeugnisse aus der Afar-Region und Haupthandelsplatz für Ziegen.
Die Stadt liegt an Verbindungsstraße zwischen Mek’ele im Hochland von Abessinien und den Salzabbaugebieten in Dallol sowie dem Afrerasee und weiter der Afar-Hauptstadt Semera. Durch den Ausbau der Straßen wird erwartet, dass der traditionelle Salztransport über Kamelkarawanen durch LKW-Transporte abgelöst wird.